# Френсіс Кайл
Френсіс Крістіан Кайл, (30 жовтня 1893 — 22 червня 1958) була ірландським адвокатом і першою жінкою, разом з Аверіл Деверелл, допущеною до адвокатури як в Ірландії, так і у Великій Британії. 1 листопада 1921 року вона була допущена до адвокатури Ірландії. Про неї писали в газетах не лише в Дубліні, але й у Нью-Йорку, Лондоні та Індії. Минув майже рік, перш ніж жінку покликали до англійської адвокатури (Айві Вільямс, 10 травня 1922 р.).

## Раннє життя
Кайл народилася 30 жовтня 1893 року в Белфасті в Ольстері, північній провінції Ірландії. Вона була наймолодшою дитиною Роберта Александра Кайла, власника кравецької майстерні, та Кетлін Френсіс Бейтс. Її та її сестру Кетлін виховувала гувернантка Дельфіна Ладірей, а потім обидві відвідували жіночу та підготовчу школу. У 1905 році вона провела рік у школі-інтернаті в Пуатьє у Франції, а потім закінчила школу в Берні у Швейцарії. 1914 року вона здобула ступінь бакалавра французької мови, а 1916 року — ступінь магістра права в Триніті-коледжі в Дубліні.

## Кар'єра
У січні 1920 року Френсіс Кайл та Аверіл Деверелл стали першими жінками-студентками юридичного факультету Королівського інституту в Дубліні. Кайл посіла перше місце на вступних іспитах до адвокатури, а в жовтні 1921 року стала першою жінкою, яка виграла стипендію Джона Брука. У той час газета «The Irish Times» описала присудження їй стипендії як «жіноче вторгнення в юриспруденцію».
1 листопада 1921 року сер Томас Молоні покликав її до ірландської адвокатури, а через тиждень — до новоствореної колегії адвокатів Північної Ірландії в суді Крамлін-Роуд. 23 листопада 1922 року вона практикувала як стажист і отримала свою першу справу. 14 листопада 1922 року на зборах у Белфасті Кайлу обрали членом Окружного суду Північної Ірландії, ставши першою жінкою-членом окружного суду. У 1922 році газета «Дублін Івнінг Телеграф» повідомляла, що Кайл отримала вісім записок. 6 грудня 1922 року більша частина Ірландії вийшла зі складу Сполученого Королівства як Ірландська Вільна Держава, тоді як Північна Ірландія залишилася у складі Сполученого Королівства.
Можливо, Кайлі було важко знайти роботу, оскільки її останній запис у юридичному довіднику Тома датований 1931 роком. У 1937 році вона з'явилася в суді, щоб захистити себе у справі про порушення правил паркування. 1952 року Кайл жила в Лондоні зі своєю сестрою Кетлін, яка була одружена з медичним інспектором, доктором Джоном Макклоєм. У 1930 році «Белфастський вісник» описував Кетлін як «дуже відому в Белфасті людину» і «чудового оратора».
Кайл померла від раку в Лондонській клініці в Мерілебоні 22 червня 1958 року у віці 64 років.